# یواس‌اس ال‌اس‌تی-۴۸۲
یواس‌اس ال‌اس‌تی-۴۸۲ (به انگلیسی: USS LST-482) یک کشتی بود که طول آن ۳۲۸ فوت (۱۰۰ متر) بود. این کشتی در سال ۱۹۴۲ ساخته شد.